# Potentilla armeniaca
Potentilla armeniaca är en rosväxtart som beskrevs av Hans Siegfried och Franz Theodor Wolf. Potentilla armeniaca ingår i Fingerörtssläktet som ingår i familjen rosväxter. Inga underarter finns listade i Catalogue of Life.